# Home Movies
Home Movies (br:Filmes Caseiros) foi um desenho animado norte-americano, que passa no Brasil no bloco Adult Swim. Cancelada pela UPN após 5 episódios, o Adult Swim passou a transmiti-la.
A história é sobre a vida de Brendon Small (dublado originalmente pelo criador da série, Brendon Small), um menino de oito anos que faz filmes com seus amigos Jason e Melissa em seus tempos livres. Ele vive com sua mãe divorciada, Paula Small, e sua irmã adotiva Josie. Também é amigo do treinador de futebol da escola, o alcoolátra e temperamental John McGuirk.

## Estilo
A primeira temporada é marcada pelo uso da tecnologia Squigglevision, feita famosa na série animada Dr. Katz em que as bordas dos desenhos dos personagens tremem e ondulam num movimento constante. A técnica foi depois abandonada em favor da animação em Flash, mais barata e versátil, mas também a pedidos de críticos e fãs da série.

## Personagens principais
- Brendon Small
- Jason Penopolis
- Melissa Robbins
- Treinador John McGuirk
- Paula Small

## Dublagem
Esse desenho é dublado na Double Sound, no Rio de Janeiro.
- Andreas Avancini - Brendon Small
- Márcia Morelli - Paula Small
- Fernanda Crispim - Melissa Robins
- Marcelo Garcia - Jason Penopolis
- Waldyr Sant'anna - Treinador John McGuirk
- Eduardo Borgerth - Andrew Small
- Alexandre Moreno - Sr Arnaldo Lindelson
- Luiz Carlos Persy - Diretor Ronald Lynch
- Sérgio Stern - Erik Robbins
- Fernanda Baronne - Enfermeira Kirkman
- Marcelo Coutinho - Locutor
- Felipe Grinnan - Narrador